# لويس ايمانويل ري
لويس ايمانويل ري (بالفرنسية: Louis Emmanuel Rey)‏ هو عسكري فرنسي، ولد في 22 سبتمبر 1768 في غرونوبل في فرنسا، وتوفي في 18 يونيو 1846 في باريس في فرنسا.